# Izza Génini
Izza Génini est une  réalisatrice, productrice et distributrice de cinéma marocaine née à Casablanca en 1942.

## Biographie
Depuis son arrivée en France en 1960, elle vit à Paris.
Après des études de lettres et de langues étrangères à la Sorbonne et à l’École des Langues Orientales, elle s’engage dans le cinéma. Chargée de l’accueil et des relations extérieures aux Festivals de Tours et d’Annecy, elle prend ensuite la direction de la salle de projection privée, le Club 70 à Paris, lieu de rencontres des professionnels de cinéma.
En 1973, avec Louis Malle et Claude Nedjar, ils créent la société SOGEAV (aujourd’hui dénommée OHRA) pour le rachat de la salle qui développera par la suite la promotion de films marocains : Les Mille et Une Mains, Alyam, Alyam, Transes... et aussi l‘exportation de films en Afrique comme Rue Cases-Nègres, Bob Marley, Reggae sunsplash... ainsi que de la distribution en salles des films Il Bacio di Tosca, Ablakon...
En 1987, date de fermeture de la salle de projection et après quelques productions de longs métrages dont en 1981, Transes réalisé par Ahmed El Maanouni, Izza Genini se lance dans la réalisation de films documentaires essentiellement consacrés à la musique et à la culture du Maroc.
Depuis 2013, elle réalise aussi des documentaires plus personnels et privés qu'elle regroupe dans ce qu'elle appelle son "Cinéma Maison".
En 2018, le festival "Toute une semaine avec Izza" est créé en son honneur au cinéma Ritz de Casablanca.
En 2022, elle réalise "Mon Souk du jeudi", film de montage réalisé à partir d'anciens rushes numérisés du tournage de "Retrouver Oulad Moumen" (1994).
En 2025, la Fondation Mémoires pour l'Avenir (FMA) commande à Izza le film "Meqbouline, Les hôtes de Toumliline" documentant l'histoire d'un dialogue inter-religieux entre moine bénédictins et population marocaine dans les années 1960.

## Filmographie

### Réalisatrice
- 2025 : Meqbouline, Les hôtes de Toumliline
- 2022 : Mon Souk du jeudi
- 2007 : Nûba d'or et de lumière
- 2001 : Cyberstories
- 1999 : Tambours battants
- 1997 : Pour le plaisir des yeux[6]
- 1997 : La Route du cédrat
- 1995 : Voix du Maroc
- 1995 : Concerto pour 13 voix
- 1994 : Retrouver Oulad Moumen[7]
- 1993 : Gnaouas
- 1993 : Nuptiales en Moyen-Atlas
- 1993 : Vibrations en Haut-Atlas
- 1991 : Moussem
- 1989 : Rythmes de Marrakech
- 1989 : Malhoune
- 1989 : Chants pour un chabbat
- 1989 : Cantiques brodés
- 1988 : Louanges
- 1988 : Des luths et délices
- 1988 : Aïta[8]

### Productrice et distributrice
- 1984 : Ablakon de Roger Gnoan M'Bala
- 1984 : Il Bacio di Tosca de Daniel Schimid
- 1984 : Hadda de Mohammed Abouelouakar
- 1984 : Zeft de Tayeb Saddiki
- 1983 : Rue Cases-Nègres de Euzhan Palcy
- 1982 : Amok de Souheil Ben Barka
- 1981 : Transes (Al Hal) de Ahmed El Maânouni : sur le groupe Nass El Ghiwane, choisi par Martin Scorsese pour lancer la Wolrd Cinema foundation.
- 1980 : Love brewed in the African Pot de Kwaw Ansah
- 1980 : Exodus - Live at the Rainbow de Keef
- 1979 : Reggae Sunsplash de Stefan Paul
- 1979 : Don Giovanni de Joseph Losey
- 1978 : Alyam, Alyam de Ahmed El Maânouni
- 1978 : Une brèche dans le mur (Jarha Fi-l Hâ'it) de Jillali Ferhati
- 1977 : Noces de sang (Urs Al-dam) de Souheil Ben Barka
- 1975 : La guerre du pétrole n'aura pas lieu (Harb al-bitrui ian taqa') de Souheil Ben Barka
- 1974 : La Femme de Jean de Yannick Bellon
- 1972 : The Harder They Come de Perry Henzell
- 1972 : Mer cruelle (Bah Ya Bahr) de Khalid Siddik
- 1972 : Les Mille et Une mains (Alf yad wa yad) de Souheil Ben Barka

### Son "Cinéma Maison"
- 2019 : Mimouna chez Izza
- 2018 : Salut poète !
- 2018 : Mariage Sarah et David
- 2017 : Gérard Papa-Papou
- 2017 : Anniversaire Joanne
- 2017 : Mariage Ian et Ashley
- 2017 : Retour aux sources, un périple familial
- 2016 : Notre histoire
- 2015 : Nos jeunes années
- 2014 : Salut l'artiste !
- 2014 : Boulettes et Dafina
- 2013 : Mariage Tommy et Sophie
- 2013 : Le Maroc d'Izza

## Prix
- 2023 : Mention d'Honneur au Festival International du Documentaire d'Agadir (Maroc)
- 2022 : Mention d'Honneur au Festival National du Film de Tanger (Maroc)
- 2021 : Mention d'Honneur au Festival International de Cinéma et de Mémoire Commune (Nador, Maroc)
- 2019 : Mention d'Honneur au Festival Cèdre Universel du Court-Métrage (Ifrane, Maroc)
- 2012 : Pomegranate Award for life achievment- remise par l’American Sephardi Federation (New York, États-Unis)
- 2011 : Coup de Cœur Charles Cros à Nûba d’ or et de lumière et au coffret Maroc en Musiques (Marseille, France)
- 2009 : Nomination à la distinction Khmisa-Lesieur pour un parcours d’exception (Maroc)
- 2008 : Prix Méditerranos à Nûba d’ or et de lumière (Grenade, Espagne)
- 1995 : Prix du Festival du Film d’Histoire à Retrouver Ouled Moumen (Pessac, France)
- 1989 : Prix du International Tourfilm Festival à Maroc Corps et Ame (Montecatini Terme, Italie)
- 1988 : Mention d’Honneur au Festival International de Valladolid à Des Luths et Délices (Valladolid, Espagne)